# ビセンテ・ウラビエタ
ビセンテ・ウラビエタ (西：Vicente Urrabieta、1813年または1823年 - 1879年12月26日) はスペインの製図工、石版画家、イラストレーター。作品の署名には URRABIETA と記した。
彼の子供であるダニエル・ヴィエルジュ、サムエル・ウラビエタ、ドロレス・ウラビエタも画家として活動した。

## 経歴
ビセンテ・ウラビエタは1813年または1823年にビルバオあるいはマドリードで生まれた。 彼は十代の頃から製図工として働き、ソフィー・コタンの『マチルドまたは十字軍の歴史と回想』や、ヴェンセスラオ・アイガルス・デ・イスコの『マリア、労働者の娘』（María o de La hija de un jornalero）などのフランスやスペインの小説の挿絵を描いた。
彼は雑誌『セマナリオ・ピントレスコ・エスパニョール』とコラボレートし、ラモン・デ・メソネロ・ロマノスの『マドリードのシーン』（Escenas Matritenses）の挿絵を担当、スペインの雑誌 『ラ・イルスタシオン』は彼を最も顕著な活動をした協力者の1人に挙げた。ほかにも彼がイラストを寄稿した雑誌には『エル・ムセオ・ウニベルサル』、『アルバム・ピントレスコ』（Álbum Pintoresco）、『エル・シグロ・ピントレスコ』、『ムセオ・デ・ラス・ファミリアス』、『エル・アルティスタ』 · 、『ラ・リサ (雑誌)』、『ラ・エデュカシオン・ピントレスカ』（La Educación Pintoresca）、『人生の夜明け』（La Aurora de la Vida）、『皆のための読書』などがある。
1851年にビセンテは石版画の技法を研究するためにフランスとイギリスを旅した。翌年にはスペインに戻り、マリアーノ・ホセ・デ・ラーラの『エル・ドリエンテ』のためにリトグラフを製作した。さらに、1863年から69年にかけてヴィクトル・バラゲールの『カタローニャの歴史とアラゴンの王冠』という小説の挿絵を描いている。
1869年には一家でパリに移住するが、翌年に普仏戦争が勃発すると、ビセンテは3人の子供をパリに残して帰国した。1872年には長男のダニエルが勤める「ル・モンド・イリュストレ」の特派員として第三次カルリスタ戦争の模様をスケッチし、それを彼の子供たちがパリで版下に起こした。
それらの作品はスペインの雑誌『ラ・イルスタシオン・エスパニョーラ・イ・アメリカーナ』にも掲載された。
ビセンテは1879年12月26日にパリの自宅で死去した。彼はサン＝フェルナンド騎士章を受勲し、モンパルナス墓地で営まれた葬儀には 、『ラ・イルスタシオン』の設立者であるアンヘル・フェルナンデス・デ・ロス・リオスなどのスペイン・フランスのジャーナリストや出版社の代表者などが参列した。
美術史家のフランチェスク・フォンボナは、ビセンテの作品を「スペインのロマンティックなイラストの古典」と呼び、1904年の文献には「ビセンテは職人だったが、スペインで最も目をみはる功績を残した。」と記されていたと述べた · 。

### 家族
| 2人の息子、ダニエル (左)とサムエル |  | 2人の息子、ダニエル (左)とサムエル |
| 2人の息子、ダニエル (左)とサムエル |  |                                    |

ビセンテは1845年6月16日にフランス出身の女性フアナ・ヴィエルジュと結婚し 、3人の子供をもうけた。
長男のダニエル・ウラビエタは母方の姓のヴィエルジュを名乗り、イラストに生涯を捧げた 。次男のサムエル・ウラビエタは画家・版画家として、長女のドロレス・ウラビエタとともにパリのクロモリトグラフ工房で働いた。

## 作品

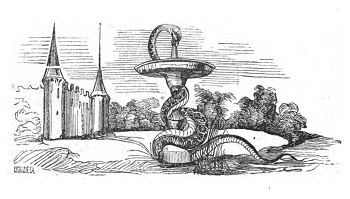
『マチルドまたは十字軍の歴史と回想』 (1847年)
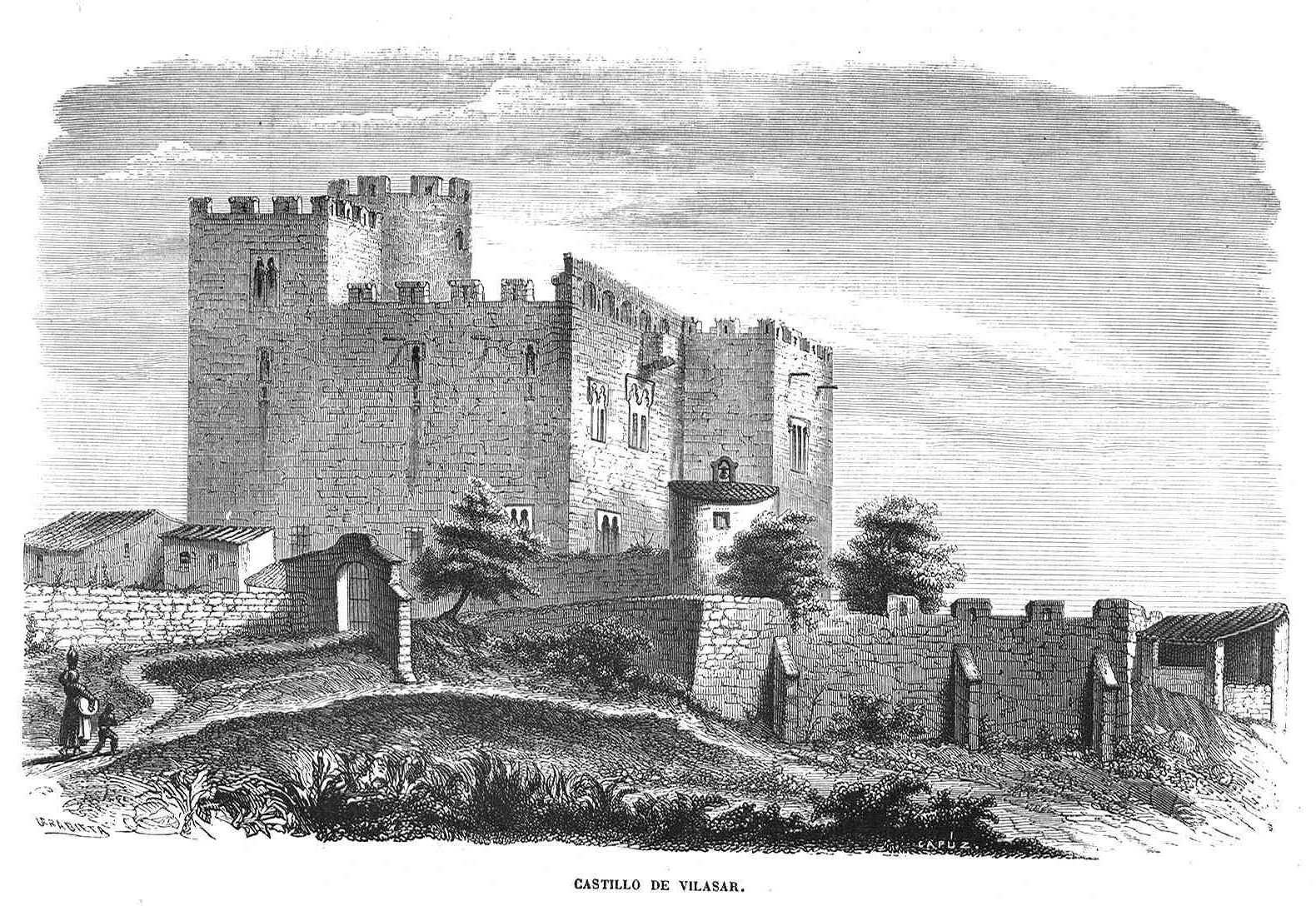
ビラスサー城（スペイン語版） (1857年)
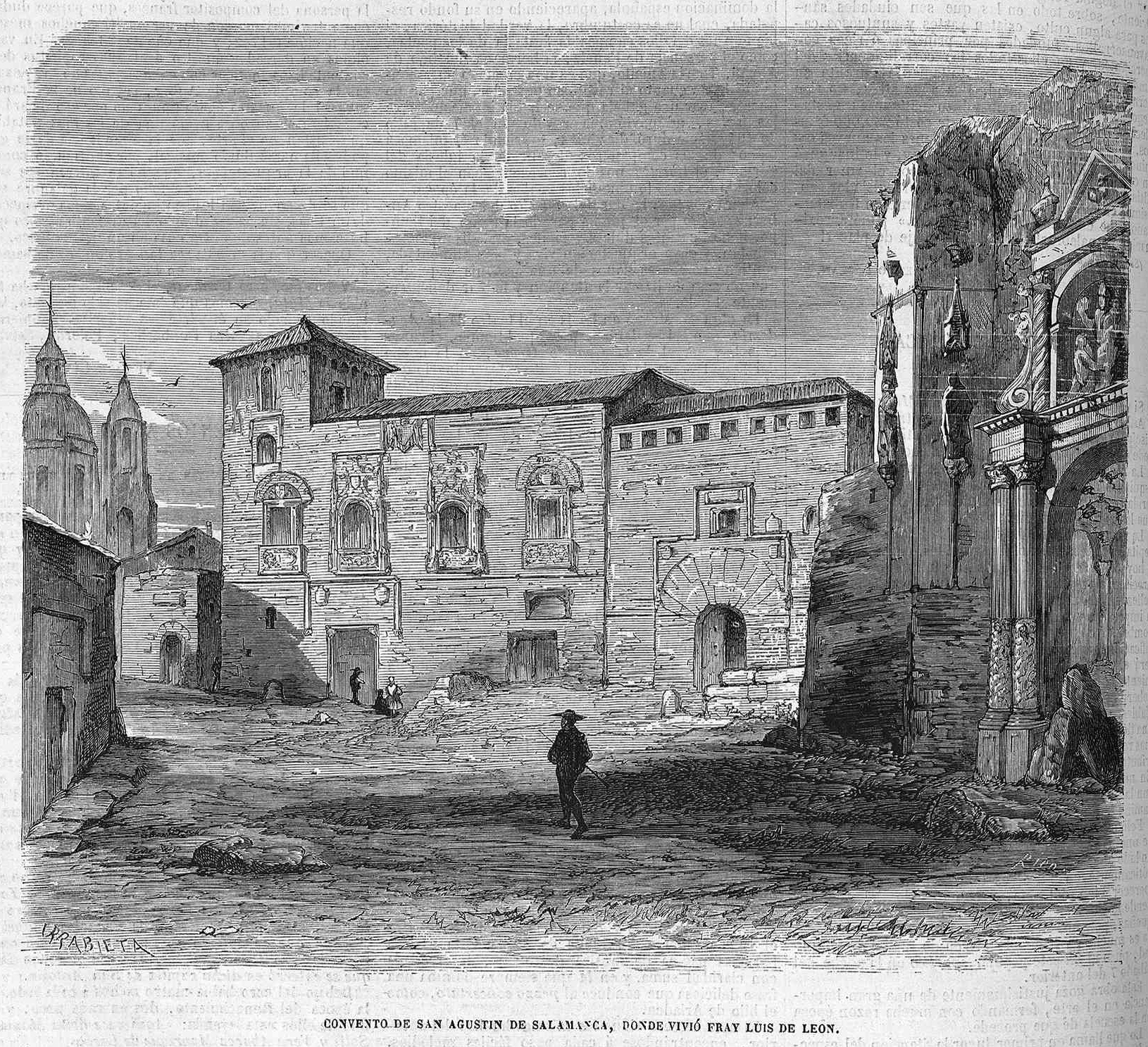
サラマンカのサン＝アグスティン教会 (1868年)
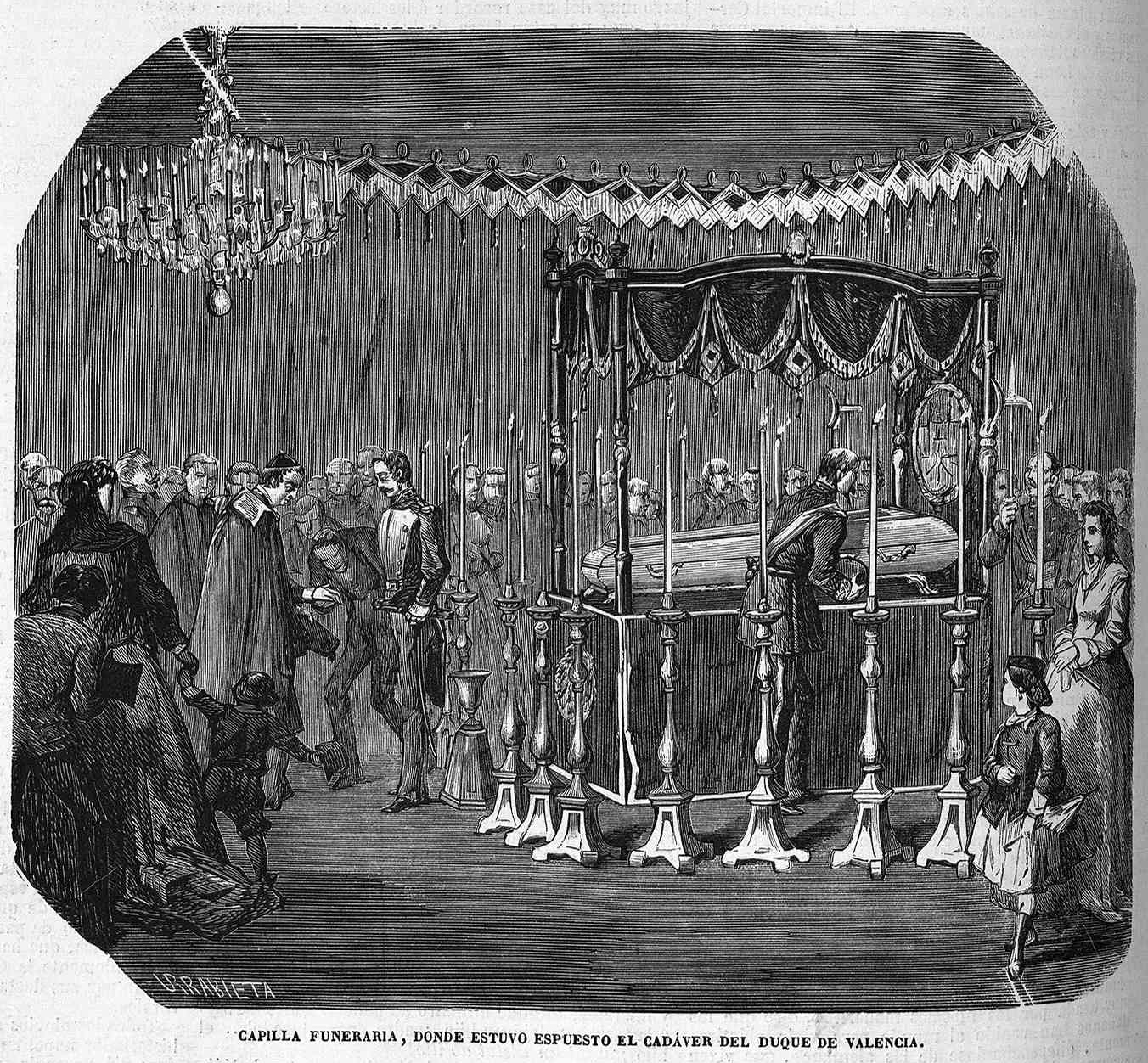
ラモン・マリア・ナルバエス（スペイン語版）の葬儀 (1868年)

## 参考画像
1. ↑  ダニエルとドロレスの共作による版画（ル・モンド・イリュストレ掲載、1880年）